# Lajos Bárdos
Lajos Bárdos (Budapest, 1º ottobre 1899 – 18 novembre 1986) è stato un compositore e direttore di coro ungherese. Insieme a Zoltán Kodály, gettò le basi della musica corale ungherese del XX secolo. 
Dal 1928 al 1967 fu professore presso l'Accademia musicale Franz Liszt, riformando il programma, valorizzando la formazione dei direttori di coro, insegnando la storia della musica sacra, la teoria musicale e la prosodia. Anche suo fratello minore, György Deák-Bárdos, è stato un importante didatta e compositore.

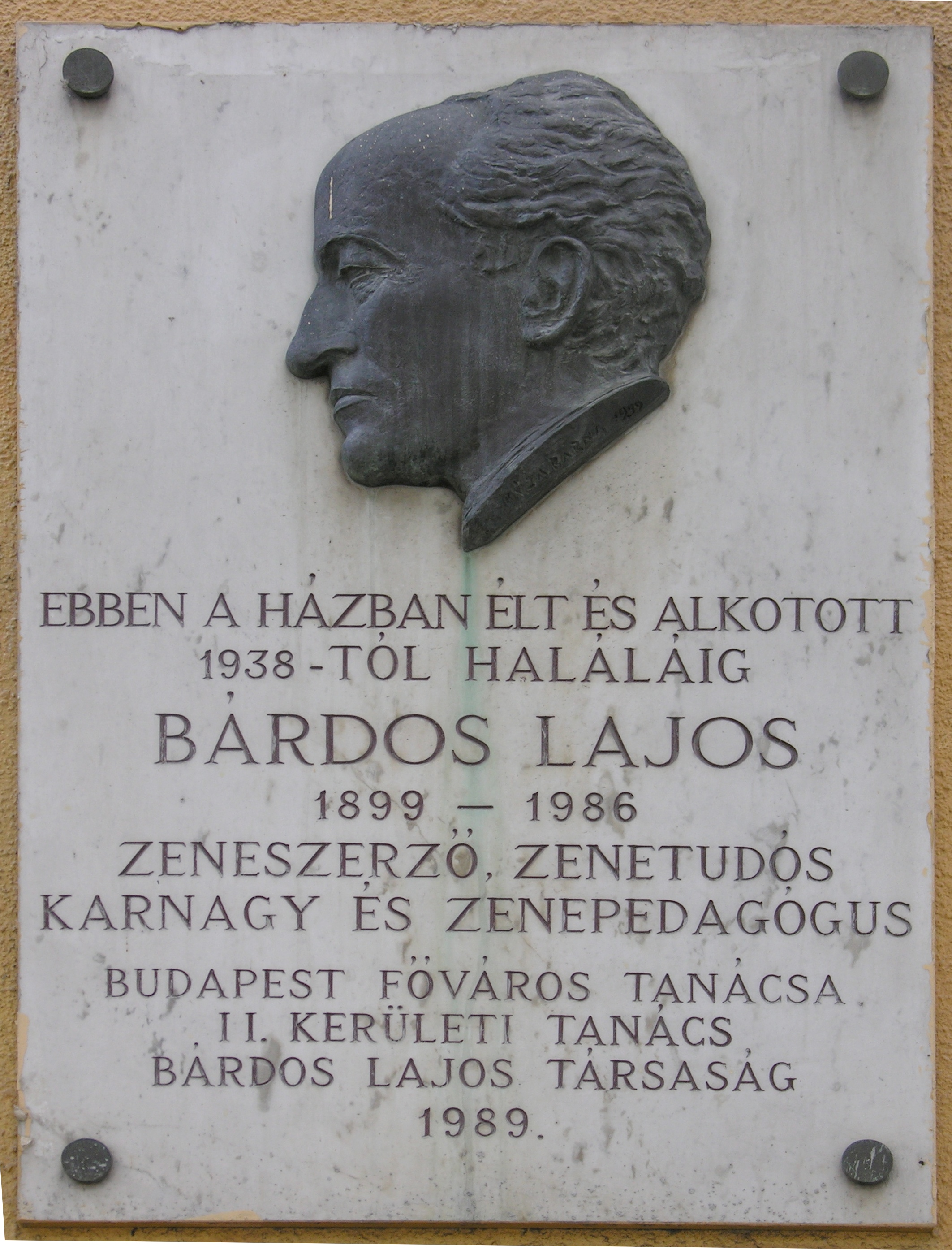
Targa commemorativa a Budapest

Nel 1931 fu cofondatore della casa editrice “Magyar Korus” , diventando direttore fino al 1950, anno in cui fu bandita.
Dal 1934 organizzò il movimento “Canto della gioventù”, avendo come obiettivo quello di incoraggiare i ragazzi ungheresi a cimentarsi con la musica corale e imparare le basi della musica.
Attraverso il suo lavoro come direttore d'orchestra Bárdos riuscì ad elevare in pochi decenni il canto corale ungherese portandolo a livelli internazionali. Diresse vari cori e incoraggiò lo sviluppo di attività corali in zone remote del paese. Il suo repertorio è stato pionieristico in quanto introdusse lo studio della musica corale di autori precedenti a Palestrina, in particolare Josquin Desprez, e promosse nuovi autori e nuova musica (come per  esempio la Sinfonia dei Salmi di Stravinskij). Le sue composizioni si ispirano anche alla musica folk polifonia rinascimentale e ungherese, seguendo la tradizione di Bartók e Kodály.
Il lavoro di Bárdos come musicologo riguardò studi importanti sulla melodia gregoriana, armonia modale e romantica, e l'analisi delle opere di Liszt, Bartók e Kodály. Alle sue lezioni presso l'Accademia parteciparono numerosi studenti, tra cui György Ligeti, il quale prese l'insolita iniziativa di frequentare regolarmente le lezioni di Bárdos mentre erano entrambi insegnanti presso l'Accademia. Ligeti ha sempre sostenuto che Bardos ebbe una grande influenza sulle sue composizioni.
Insieme con altri studenti di Kodály, Bárdos aiutò a sviluppare ciò che in seguito divenne noto come il “metodo Kodály” di formazione musicale (In italia fu metodo importato da Roberto Goitre e conosciuto anche come metodo del "DO mobile"). 
Dal 1977 in Ungheria si celebra il festival annuale "Settimana Musicale di Lajos Bárdos”.